# Theonella complicata
Theonella complicata är en svampdjursart som först beskrevs av Carter 1880.  Theonella complicata ingår i släktet Theonella och familjen Theonellidae.
Artens utbredningsområde är Seychellerna. Inga underarter finns listade i Catalogue of Life.